# Seznam madžarskih tenisačev
Seznam madžarskih tenisačev.

## A
- Gréta Arn
- József Asbóth

## B
- Tímea Babos
- Attila Balász
- Kornél Bardóczky
- Anna Bondár
- Ágnes Bukta

## C
- Melinda Czink

## F
- Anna Földényi
- Márton Fucsovics

## G
- Dalma Gálfi
- Zsófia Gubacsi

## J
- Réka-Luca Jani

## K
- Anikó Kapros
- Béla von Kehrling
- Gergely Kisgyörgy
- Akos Kotorman
- Gábor Köves
- Zoltán Kuhárszky
- Rita Kuti-Kis

## L
- Dénes Lukács

## M
- Petra Mandula
- Katalin Marosi
- Eszter Molnár

## P
- Zsombor Piros

## S
- Attila Sávolt
- Fanny Stollár
- Ágnes Szávay

## T
- Momcsilló Tapavicza
- Balázs Taróczy
- Andrea Temesvári
- Amarissa Tóth

## U
- Panna Udvardy

## Z
- Máté Zsiga
- Jenő Zsigmondy